# Parsons (Mondkrater)
Parsons ist ein Einschlagkrater auf der Mondrückseite. 
Der Krater liegt nördlich des größeren Kraters Fitzgerald, zwischen den vergleichbar großen Ehrlich im Norden, Moore im Westen und Krylov im Südosten.
Der Kraterrand ist stark erodiert und von anderen Einschlägen überlagert, insbesondere im Südosten befindet sich ein markanter schüsselförmiger Krater. Der Kraterboden ist in der Größe eines halben Kraterdurchmessers relativ eben und weist keine nennenswerten Strukturen auf.
Parsons hat sechs Nebenkrater:
| Buchstabe | Position            | Durchmesser | Link |
| --------- | ------------------- | ----------- | ---- |
| D         | 38,33° N, 168,69° W | 53 km       |      |
| E         | 37,51° N, 167,69° W | 27 km       |      |
| L         | 33,65° N, 169,91° W | 34 km       |      |
| M         | 33,83° N, 171,64° W | 25 km       |      |
| N         | 34,13° N, 173,23° W | 41 km       |      |
| P         | 35,57° N, 172,73° W | 27 km       |      |

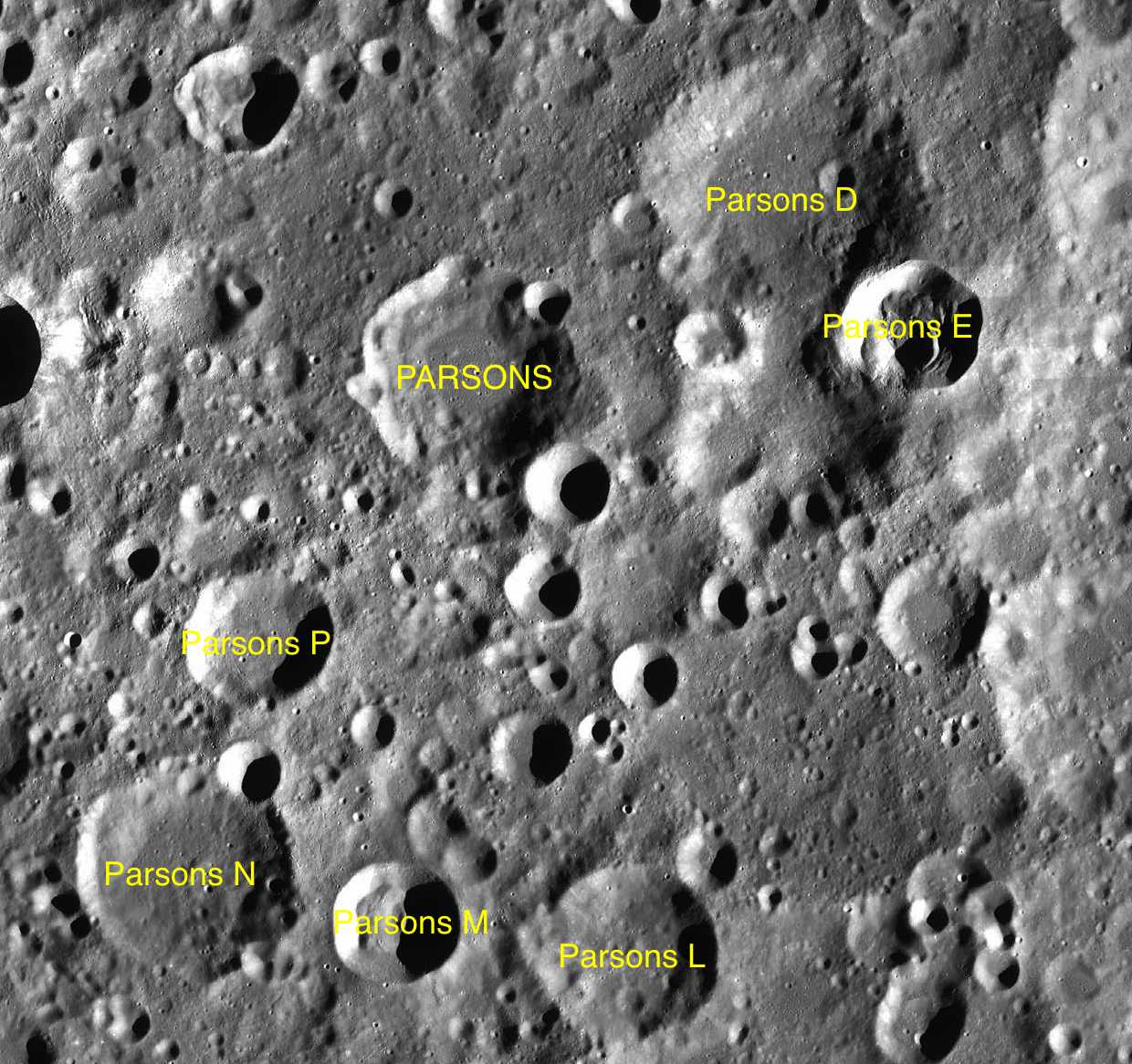
Parsons mit seinen Nebenkratern

Der Krater wurde 1970 von der IAU offiziell nach dem US-amerikanischen Raketeningenieur John Whiteside Parsons benannt.